# Styrax foveolaria
Styrax foveolaria là một loài thực vật có hoa thuộc họ Styracaceae. Đây là loài đặc hữu của Peru.